# Priocnemis japonica
Priocnemis japonica (лат.) — вид дорожных ос рода Priocnemis (подрод Umbripennis, Pompilidae).

## Распространение
Встречается на Дальнем Востоке. Россия: Приморский  край (в том числе, Лазовский заповедник, Уссурийский заповедник, Сихотэ-Алинский  заповедник, Кедровая Падь), Хабаровский  край (Большехехцирский  заповедник), Амурская область (Хинганский заповедник), Еврейская АО (заповедник Бастак), Южный Сахалин, Курильские острова (Кунашир, Шикотан), Магаданская область, Япония (Хоккайдо, Хонсю), Республика Корея.

## Описание
Длина тела самцов 8,5—12,0 мм, самок — 10,0—17,0 мм. Основная окраска тела чёрная (кроме буровато-красных первых двух сегментов брюшка). Лёт отмечен в мае, июне и июле. Предположительно, как и другие виды своего рода охотятся на пауков. Вид был впервые описан в 1930 году советским гименоптерологом В. В. Гуссаковским (Зоологический музей МГУ, Москва) и назван по имени первого места нахождения.